# Gonzalo Sotomayor
Gonzalo Sotomayor (Lima, provincia de Lima, Perú, 11 de febrero de 1990) es un futbolista peruano. Juega de volante mixto y actualmente está sin equipo. Tiene 35 años.

## Clubes
| Club                        | País | Año         |
| --------------------------- | ---- | ----------- |
| Coronel Bolognesi FC        | Perú | 2008 - 2011 |
| Sporting Cristal            | Perú | 2012        |
| Coronel Bolognesi           | Perú | 2013        |
| Saetas de Oro               | Perú | 2013        |
| Unión Huaral                | Perú | 2014        |
| Academia Cantolao           | Perú | 2015        |
| Atlético Grau               | Perú | 2016        |
| Sport La Vid                | Perú | 2017        |
| Atlético Tingo María C.S.D. | Perú | 2018        |

## Palmarés

### Campeonatos nacionales
| Título                    | Club             | País | Año  |
| ------------------------- | ---------------- | ---- | ---- |
| Primera División del Perú | Sporting Cristal | Perú | 2012 |